# Robert Finke
Robert Christian Finke (ur. 6 listopada 1999 w Tampie) – amerykański pływak specjalizujący się w stylu dowolnym, trzykrotny mistrz olimpijski, mistrz i rekordzista świata.

## Kariera
W 2017 roku na mistrzostwach świata w Budapeszcie na dystansie 1500 m stylem dowolnym zajął 21. miejsce z czasem 15:15,15 min.
Cztery lata później, podczas igrzysk olimpijskich w Tokio zwyciężył, w debiutującej w tych zawodach konkurencji, 800 m stylem dowolnym i czasem 7:41,87 poprawił rekord Stanów Zjednoczonych, który ustanowił dwa dni wcześniej w eliminacjach. Następnie z czasem 14:39,65 zdobył złoty medal na dystansie 1500 m stylem dowolnym.
W 2024 roku na igrzyskach olimpijskich w Paryżu obronił tytuł mistrza olimpijskiego w konkurencji 1500 m stylem dowolnym, ustanawiając nowy rekord świata (14:30,67). Na dystansie 800 m kraulem z czasem 7:38,75 zdobył srebrny medal.